# کای ترامپ
کای مدیسون ترامپ (انگلیسی: Kai Madison Trump؛ زادهٔ ۱۲ مه ۲۰۰۷) دختر بزرگ دونالد ترامپ جونیور و ونسا هایدون، بزرگ‌ترین نوه دونالد ترامپ چهل و پنجمین و چهل و هفتمین رئیس‌جمهور ایالات متحده آمریکا بوده و یک گلف باز رقابتی است. او پس از سخنرانی خود در حمایت از کمپین ریاست جمهوری پدربزرگش در کنوانسیون ملی جمهوری خواهان در سال ۲۰۲۴ به شهرت ملی رسید، و متعاقباً به یک شخصیت محبوب رسانه‌های اجتماعی تبدیل شد. او متعهد شده است که در سال ۲۰۲۶ برای تیم گلف زنان دانشگاه میامی بازی کند.

## اوایل زندگی
کای در ۱۲ مه ۲۰۰۷ در شهر نیویورک متولد شد. او اولین فرزند دونالد ترامپ جونیور و ونسا هایدون و اولین نوه دونالد ترامپ است. نام او از نام پدربزرگش، نوازنده جاز دانمارکی، کای اوانس گرفته شده است. وی در مدرسه بنجامین در شهرستان پالم بیچ، فلوریدا تحصیل می‌کند و عضو کلاس ۲۰۲۶ است.

## گلف
کای یک گلف‌باز رقابتی است و برای مدرسه بنجامین در پالم بیچ، فلوریدا بازی کرده است. او در مسابقات قهرمانی باشگاه‌های زنان ۲۰۲۲ و قهرمانی باشگاه‌های بانوان ۲۰۲۴ در پالم بیچ بین‌المللی ترامپ، جایی که نقص رقابتی +۰٫۵ را ثبت کرد، برنده شد.
در اوت ۲۰۲۴ او به‌طور شفاهی متعهد شد که در دانشگاه میامی برای بازی گلف دانشگاهی به عنوان عضوی از کلاس ۲۰۲۶ شرکت کند. طبق گزارش‌ها، از فوریه ۲۰۲۵، کای دارای نام، تصویر و ارزش یک میلیون و دویست هزار دلاری با حامیان مالی شامل شرکت گلف کالاوی و تیلورمید قراداد بست.

## سیاست
او در کنوانسیون ملی جمهوری خواهان در سال ۲۰۲۴ در میلواکی سخنرانی کرد و بر رابطه خود با پدربزرگش تمرکز کرد. وی در این سخنرانی ترامپ را «فقط یک پدربزرگ معمولی» توصیف کرد و او را یک الهام بخش خواند. جان مولهالند، سردبیر سابق گاردین ایالات متحده، این سخنرانی را «بخشی از یک تغییر حساب شده سیاسی» خواند و او را «آخرین استخدام شده در خانواده ترامپ» خواند، در حالی که مفسر سیاسی و مشارکت کننده سی‌ان‌ان گفت که «نوه بیرون آمد و قلب ما را باز کرد» و گفت که او کار خوبی انجام داد که دونالد ترامپ را دارای انسانیت دانست. او در ادامه کای ترامپ را «مانند ترامپ» جلوه داد. کای ترامپ خودش گفته است که علاقه‌ای به نامزدی در پست‌های دولتی ندارد و می‌گوید: من فقط از این موضوع دوری می‌کنم و روی گلف تمرکز می‌کنم.

## رسانه‌های اجتماعی
پس از حضور کای در RNC در ژوئیه ۲۰۲۴، تعداد دنبال‌کنندگان اینستاگرام او از ۱۲۵۰۰۰ به ۱۸۵۰۰۰ در کمتر از ۲۴ ساعت افزایش یافت و این حساب تا پایان ژوئیه بیش از ۳۳۳۰۰۰ دنبال‌کننده دریافت کرد.
کای به دلیل وبلاگ‌نویسی جشن پیروزی دونالد ترامپ در انتخابات ریاست‌جمهوری ۲۰۲۴ ایالات متحده و گفتن اینکه ایلان ماسک در ۱۰ نوامبر پس از حمایت گسترده‌اش از کمپین انتخاباتی دونالد ترامپ به «وضعیت عمویی رسیده است» مورد توجه گرفت.
تا ۸ آوریل ۲۰۲۵، کانال یوتیوب او به ۱٫۰۸ میلیون مشترک، حساب او در تیک تاک ۳ میلیون دنبال کننده و حساب او در اینستاگرام ۱٫۶ میلیون دنبال کننده رسید. پس از انتخابات، او به عنوان یک تأثیرگذار بالقوه مهم در بهبود محبوبیت دونالد ترامپ در میان زنان جوان و یک متحد قدرتمند در رسانه‌های اجتماعی برجسته شد.